# خباء
خِباء (چادر) یا مِنقارالغُراب (نوک کلاغ) یا آلفا کلاغ یک ستاره است که در صورت فلکی کلاغ قرار دارد.